# Yuriung-Jaya
Yuriung-Jaya (en ruso: Юрюнг-Хая; en yakuto, Үрүҥ Хайа) es una localidad rural (selo), la única localidad habitada y el centro administrativo del okrug rural de Yuriung-Jaya, del ulus de Anabar en la república de Sajá, Rusia, ubicado a 160 km de Saskilaj, el centro administrativo del distrito. Su población en el censo de 2010 era de 1 148 habitantes, de los cuales 552 eran hombres y 596 mujeres, frente a los 1 051 registrados durante el censo de 2002.

## Geografía
El pueblo está situado en la margen derecha del río Anabar, poco antes de que desemboque en el mar de Láptev. 

## Historia y demografía
El pueblo fue fundado en 1930 como parte de los esfuerzos soviéticos para asentar a los habitantes indígenas nómadas de la región. El nombre del pueblo significa Montaña Blanca en los idiomas yakuto y dolgano.
Yuriung-Jaya es el único asentamiento en la república de Sajá con una población compuesta principalmente por dolganos y también la única población sustancial de dolganos fuera del krai de Krasnoyarsk.
| Gráfica de evolución de Yuriung-Jaya entre 1989 y 2018 |
|                                                        |

## Economía e infraestructura
La economía de la aldea se basa en la agricultura, específicamente el pastoreo de renos, la pesca y otras actividades agrícolas. Se puede llegar a él a través de una carretera de invierno que conduce río arriba a lo largo del Anabar hasta Saskilaj. 

## Clima
Debido a la ubicación extrema del norte, Yuryung-Khaya tiene un clima polar frío y seco (Köppen ET ) con inviernos muy fríos y veranos frescos. 

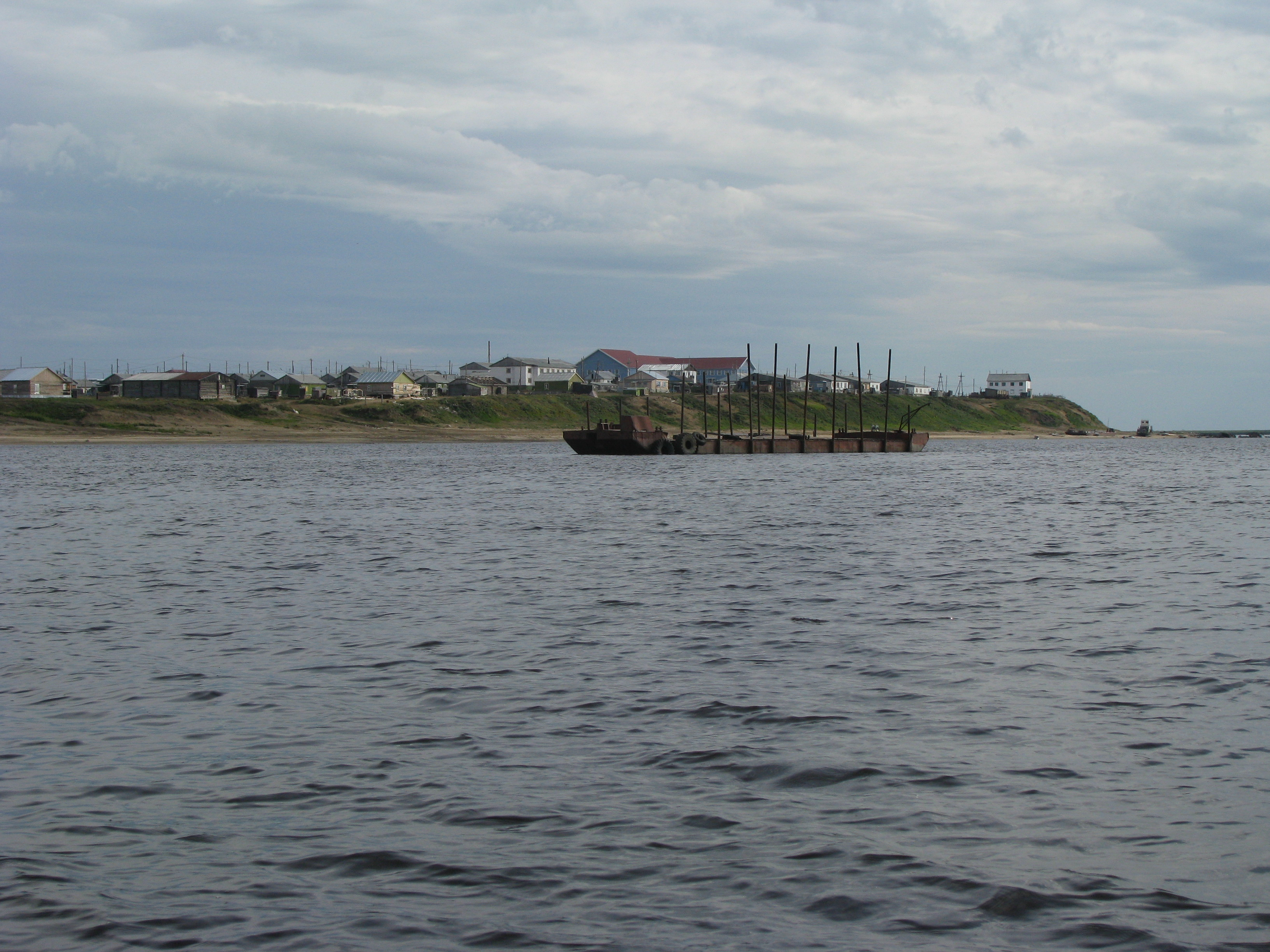
Vista de Yuryung-Khaya desde el río Anabar

| Parámetros climáticos promedio de Yuryung-Khaya                         | Parámetros climáticos promedio de Yuryung-Khaya | Parámetros climáticos promedio de Yuryung-Khaya | Parámetros climáticos promedio de Yuryung-Khaya | Parámetros climáticos promedio de Yuryung-Khaya | Parámetros climáticos promedio de Yuryung-Khaya | Parámetros climáticos promedio de Yuryung-Khaya | Parámetros climáticos promedio de Yuryung-Khaya | Parámetros climáticos promedio de Yuryung-Khaya | Parámetros climáticos promedio de Yuryung-Khaya | Parámetros climáticos promedio de Yuryung-Khaya | Parámetros climáticos promedio de Yuryung-Khaya | Parámetros climáticos promedio de Yuryung-Khaya | Parámetros climáticos promedio de Yuryung-Khaya |
| Mes                                                                     | Ene.                                            | Feb.                                            | Mar.                                            | Abr.                                            | May.                                            | Jun.                                            | Jul.                                            | Ago.                                            | Sep.                                            | Oct.                                            | Nov.                                            | Dic.                                            | Anual                                           |
| ----------------------------------------------------------------------- | ----------------------------------------------- | ----------------------------------------------- | ----------------------------------------------- | ----------------------------------------------- | ----------------------------------------------- | ----------------------------------------------- | ----------------------------------------------- | ----------------------------------------------- | ----------------------------------------------- | ----------------------------------------------- | ----------------------------------------------- | ----------------------------------------------- | ----------------------------------------------- |
| Temp. máx. abs. (°C)                                                    | -12                                             | -10                                             | -5                                              | 0                                               | 5                                               | 20                                              | 26                                              | 23                                              | 8                                               | 5                                               | -8                                              | -12                                             | 26                                              |
| Temp. máx. media (°C)                                                   | -28                                             | -27                                             | -24                                             | -18                                             | -8                                              | 1                                               | 6                                               | 5                                               | 0                                               | -9                                              | -20                                             | -24                                             | -12.2                                           |
| Temp. mín. media (°C)                                                   | -31                                             | -31                                             | -29                                             | -23                                             | -12                                             | -2                                              | 1                                               | 1                                               | -2                                              | -9                                              | -20                                             | -24                                             | -15.1                                           |
| Temp. mín. abs. (°C)                                                    | -46                                             | -44                                             | -43                                             | -38                                             | -27                                             | -13                                             | -10                                             | -8                                              | -19                                             | -30                                             | -36                                             | -43                                             | -46                                             |
| Precipitación total (mm)                                                | 7                                               | 4                                               | 3                                               | 6                                               | 6                                               | 3                                               | 18                                              | 6                                               | 21                                              | 10                                              | 4                                               | 3                                               | 91                                              |
| Días de nevadas (≥ 1 mm)                                                | 13                                              | 10                                              | 13                                              | 11                                              | 16                                              | 8                                               | 4                                               | 4                                               | 12                                              | 20                                              | 13                                              | 15                                              | 139                                             |
| Fuente n.º 1: Medias meteorológicas para Yuriung-Jaya                   |                                                 |                                                 |                                                 |                                                 |                                                 |                                                 |                                                 |                                                 |                                                 |                                                 |                                                 |                                                 |                                                 |
| Fuente n.º 2: Mapa mostrando la localización geográfica de Yuriung-Jaya |                                                 |                                                 |                                                 |                                                 |                                                 |                                                 |                                                 |                                                 |                                                 |                                                 |                                                 |                                                 |                                                 |